# Jan van Krimpen
Jan van Krimpen, né le 12 février 1892 à Gouda (Pays-Bas), mort à Haarlem le 20 octobre 1958, est un graphiste, calligraphe, typographe et créateur de caractères néerlandais.

## Biographie
Van Krimpen suit des études à l'académie d'art de La Haye de 1908 à 1912. En 1912, il travaille comme typographe et auteur pour la revue De Witte Mier éditée par Zilverdistel, la première private press néerlandaise. À partir de 1915, il est graphiste indépendant. Amateur de poésie, en 1917 il édite les œuvres de ses amis dans une série de fascicules qu'il a conçus. En 1923 la poste néerlandaise lui commande un lettrage pour des timbres commémoratifs. Il travaille  ensuite essentiellement pour la Koninklijke Joh. Enschedé, importante et ancienne imprimerie néerlandaise chargée de l’impression des documents officiels, des timbres et des billets de banque. Il en sera le conseiller artistique de 1925 à 1958. Jan van Krimpen est également l'auteur de nombreux timbres pour la Poste néerlandaise.
Jan van Krimpen a légué ses archives et sa bibliothèque à l'Université d'Amsterdam.

## Caractères
Influencé par les travaux et les écrits d'Edward Johnston, Jan van Krimpen réalise des caractères élégants, classiques, destinés à la composition manuelle et pour la Monotype. Quelques-unes ont été numérisées (Haarlemmer par Dutch Type Library, Spectrum par Monotype et Adobe). La superfamille Romulus décline un caractère dans une multiplicité de fontes différentes, empattements, sans sérif, cursive, grec. La Seconde Guerre mondiale met un terme prématuré à ce projet.  

Haarlemmer
Spectrum

- Lutetia (1923–25)
- Antigone (grec) (1927)
- Romanée (1928)
- Open Roman Capitals (1929)
- Romulus (1931)
- Cancelleresca Bastarda (1937)
- Romulus Sans
- Romulus Greek
- Van Dijck (1936)
- Haarlemmer (1938)
- Spectrum (1941–1943)
- Sheldon (1947)

- Haarlemmer
- Spectrum

## Publications
- On Designing and Devising Type (1957)